# Championnat de France de basket-ball de Nationale masculine 1 2009-2010
Navigation
Saison précédente Saison suivante
La saison 2009-2010 du championnat de France de basket-ball de Nationale 1 est la 61e édition du championnat de France de basket-ball de Nationale masculine 1. La NM1 est le troisième plus haut niveau du championnat de France de basket-ball et le plus haut niveau amateur. Dix-huit clubs participent à la compétition.
À la fin de la saison, l'équipe finissant 1re est directement promue en Pro B et les équipes classées de la 2de à la 9e place s'affrontent en play-offs pour obtenir le 2e ticket pour l'étage supérieur. Les quarts de finale se disputeront sur un match, sur le parquet du mieux classé. Un Final Four opposera les quatre rescapés chez le champion de la saison régulière. 
Les équipes classées 15e à 18e de NM1 à l'issue de la saison régulière du championnat, descendent en Nationale 2. Elles seront remplacées par les clubs vainqueurs des Séries NM2 à la condition, bien sûr, qu'elles satisfassent aux règles du contrôles de la gestion financière et aux conditions du cahier des charges imposé aux clubs de NM1. Sinon le 15e, voire les suivants peuvent être repêchés si un ou plusieurs clubs de  Nationale 2 ne remplissent pas ces conditions.
Le Centre fédéral qui est un club regroupant les joueurs appartenant à l'INSEP. Le club ne peut ni descendre ni monter d'un échelon. S'il se trouve dans une de ses positions, c'est le club suivant ou précédent qui sera sélectionné à sa place.

## Clubs participants
| Clubs                         | Salles (Capacités)                                   | Villes               |
| ----------------------------- | ---------------------------------------------------- | -------------------- |
| Angers BC                     | Salle Jean Bouin (3 700 places)                      | Angers               |
| Denek-Bayonne                 | Complexe sportif El'Hogar (700 places)               | Bayonne              |
| ADA Blois Basket 41           | Palais des Sports de Blois (1 200 places)            | Blois                |
| AS Denain Voltaire            | Salle Jean Degros (2 500 places)                     | Denain               |
| SOM Boulogne                  | Salle Damrémont (2 000 places)                       | Boulogne-sur-Mer     |
| Centre fédéral BB             | Salle Marie Thérèse Eyquem (300 places)              | Paris                |
| Vendée Challans               | Salle Michel Vrignaud (2 452 places)                 | Challans             |
| ESPE Châlons-en-Champagne     | Palais des sports Pierre de Coubertin (2 781 places) | Châlons-en-Champagne |
| Saint-Étienne Case B          | Stadium Pierre Maisonnial (2 500 places)             | Saint-Étienne        |
| GET Vosges                    | Palais des Sports d'Epinal (1 800 places)            | Épinal               |
| Cognac BB                     | Complexe des Vauzelles (2 500 places)                | Cognac               |
| ASM Basket Le Puy Haute-Loire | Palais des Sports de Roche Arnaud (1 800 places)     | Le Puy-en-Velay      |
| USA Liévin                    | Halle Jules Vezilier (700 places)                    | Liévin               |
| Angers - Saint-Léonard        | Salle des Villoutreys                                | Angers               |
| Longwy-Réhon                  | Gymnase Leon Bassompierre (1 225 places)             | Longwy               |
| Saint-Quentin BB              | Palais des Sports Pierre Ratte (3 800 places)        | Saint-Quentin        |
| Reims                         | Complexe René Tys (2 800 places)                     | Reims                |
| Saint-Chamond                 | Halle André Boulloche (1 000 places)                 | Saint-Chamond        |

## Saison Régulière

### Classement de la saison régulière
| Rang | Équipe                            | Pts | J  | G  | P  | Pp   | Pc   | Diff |
| ---- | --------------------------------- | --- | -- | -- | -- | ---- | ---- | ---- |
| 1    | Reims                             | 58  | 34 | 24 | 10 | 2749 | 2531 | 218  |
| 2    | ASM Basket Le Puy Haute-Loire (P) | 55  | 34 | 21 | 13 | 2863 | 2684 | 179  |
| 3    | Vendée Challans                   | 55  | 34 | 21 | 13 | 2763 | 2615 | 148  |
| 4    | Denain (P)                        | 55  | 34 | 21 | 13 | 2834 | 2643 | 191  |
| 5    | ESPE Châlons-en-Champagne         | 54  | 34 | 20 | 14 | 2507 | 2281 | 226  |
| 6    | SOM Boulogne                      | 54  | 34 | 20 | 14 | 2760 | 2641 | 119  |
| 7    | Angers BC                         | 54  | 34 | 20 | 14 | 2418 | 2275 | 143  |
| 8    | ADA Blois Basket 41               | 53  | 34 | 19 | 15 | 2694 | 2632 | 62   |
| 9    | Saint-Quentin BB (R)              | 53  | 34 | 19 | 15 | 2689 | 2637 | 52   |
| 10   | Denek-Bayonne                     | 52  | 34 | 18 | 16 | 2861 | 2790 | 71   |
| 11   | GET Vosges                        | 51  | 34 | 17 | 17 | 2484 | 2581 | -97  |
| 12   | Saint-Étienne Case B (R)          | 51  | 34 | 17 | 17 | 2669 | 2569 | 100  |
| 13   | USA Liévin                        | 50  | 34 | 16 | 18 | 2621 | 2704 | -83  |
| 14   | Angers - Saint-Léonard (P)        | 50  | 34 | 16 | 18 | 2457 | 2592 | -135 |
| 15   | Saint-Chamond                     | 49  | 34 | 15 | 19 | 2349 | 2453 | -104 |
| 16   | Cognac (P)                        | 49  | 34 | 15 | 19 | 2738 | 2827 | -89  |
| 17   | Longwy-Réhon                      | 38  | 34 | 4  | 30 | 2350 | 2869 | -519 |
| 18   | Centre fédéral BB                 | 37  | 34 | 3  | 31 | 2292 | 2774 | -482 |

|     | Promotion directe en Pro B |
|     | Relégation en Nationale 2  |
| (P) | Promu 2009                 |
| (R) | Relégué 2009               |

## Records joueurs

### Records en un match
| Catégorie                     | Joueur           | Équipe                        | Statistiques |
| ----------------------------- | ---------------- | ----------------------------- | ------------ |
| Points en un match            | Larry Blair      | Denek-Bayonne                 | 48           |
| Rebonds défensifs en un match | David Condouant  | ADA Blois Basket 41           | 15           |
| Rebonds offensifs en un match | David Condouant  | ADA Blois Basket 41           | 10           |
| Interceptions en un match     | Julien Sauret    | Saint-Étienne Case B          | 8            |
| Contres par match             | Vincent Pourchot | Centre fédéral BB             | 6            |
| Tirs à 2 points en un match   | Lorenzo Orr      | ADA Blois Basket 41           | 15/19        |
| Lancers-francs en un match    | Vincent Lehut    | USA Liévin                    | 15/18        |
| Tirs à 3 points en un match   | Larry Blair      | Denek-Bayonne                 | 9/11         |
| Passes décisives en un match  | Pierre Brochard  | ADA Blois Basket 41           | 14           |
| Balles perdues en un match    | Léo Westermann   | Centre fédéral BB             | 10           |
| Fautes provoquées en un match | Aba Koita        | ASM Basket Le Puy Haute-Loire | 12           |

### Leaders de la saison régulière
| Catégorie                   | Joueur              | Équipe                 | Statistiques |
| --------------------------- | ------------------- | ---------------------- | ------------ |
| Points par match            | Larry Blair         | Denek-Bayonne          | 26,2         |
| Rebonds par match           | Thomas Viglianco    | Denek-Bayonne          | 9,5          |
| Passes décisives par match  | Anthony Christophe  | Reims                  | 8,0          |
| Interceptions par match     | Larry Blair         | Denek-Bayonne          | 3,6          |
| Contres par match           | Jean-Stéphane Rinna | Saint-Chamond          | 1,1          |
| % à 2 points                | Thibaut Lonzième    | Angers - Saint-Léonard | 64,2 %       |
| % aux lancer-francs         | Vincent Lehut       | USA Liévin             | 87,2 %       |
| % à 3 points                | Karim Atamna        | Reims                  | 49,0 %       |
| Balles perdues par match    | Léo Westermann      | Centre fédéral BB      | 4,2          |
| Fautes par match            | Gilles Sylvain      | Saint-Quentin BB       | 3,7          |
| Fautes provoquées par match | Larry Blair         | Denek-Bayonne          | 5,1          |
| Évaluation par match        | Larry Blair         | Denek-Bayonne          | 25,2         |

## Records équipes

### Leaders de la saison régulière
| Catégorie                   | Équipe                        | Statistiques |
| --------------------------- | ----------------------------- | ------------ |
| Points par match            | ASM Basket Le Puy Haute-Loire | 84,4         |
| Rebonds par match           | Denain                        | 36,8         |
| Passes décisives par match  | SOM Boulogne                  | 17,7         |
| Interceptions par match     | Vendée Challans               | 9,8          |
| Contres par match           | ESPE Châlons-en-Champagne     | 2,7          |
| % à 2 points                | ASM Basket Le Puy Haute-Loire | 57,8 %       |
| % aux lancer-francs         | Vendée Challans               | 79,8 %       |
| % à 3 points                | ADA Blois Basket 41           | 39,0 %       |
| Balles perdues par match    | Centre fédéral BB             | 18,1         |
| Fautes par match            | Cognac BB                     | 23,4         |
| Fautes provoquées par match | ADA Blois Basket 41           | 21,1         |
| Évaluation par match        | ASM Basket Le Puy Haute-Loire | 93,5         |